# Astrit Ajdarević
Astrit Agim Ajdarević (ur. 17 kwietnia 1990 w Prisztinie jako Astrit Agim Hajdari) – szwedzki piłkarz pochodzenia kosowskiego. Należał do szwedzkich reprezentacji U-15, U-16, U-17, U-18, U-19, U-21 i U-23, a w 2017 roku reprezentował Albanię.
Ze względu na swój styl gry, Ajdarević był porównywany do innego byłego piłkarza Liverpoolu F.C. Patrika Bergera, a niektóre szwedzkie media określały go jako następnego Zlatana.

## Kariera piłkarska
Karierę piłkarską rozpoczął w 1996 roku w klubie Rinia IF, a w 2001 roku rozpoczął grę w szwedzkim klubie Falkenbergs FF; jako reprezentant tego klubu wziął udział w meczach między innymi z klubami Enköpings SK, GIF Sundsvall. W 2006 roku przeszedł do klubu Liverpool F.C., który zapłacił klubowi Falkenbergs 1,2 mln euro za transfer; Ajdarević był również wypożyczany przez Leicester City F.C., w którego barwach grał między innymi w meczu z Carlisle United F.C.. W 2009 roku podpisał kontrakt na okres roku z Leicester City, był następnie wypożyczony przez klub Hereford United F.C.. W maju 2010 roku klub Leicester City poinformował, że nie przedłuży kontraktu z Ajdareviciem.
15 czerwca 2010 roku dołączył do Örebro SK. Do 2011 roku strzelił łącznie 5 goli w meczach z klubami IF Elfsborg, IF Brommapojkarna oraz IFK Göteborg.
W 2011 roku przeszedł do IFK Norrköping, z którym podpisał kontrakt na półtora roku; grał w meczach z klubami BK Häcken, Kalmar FF, Trelleborgs FF, Halmstads BK, GAIS, Helsingborgs IF, AIK Fotboll i Åtvidabergs FF.
1 lipca 2012 roku przeszedł do belgijskiego Standardu Liège po zakończonym transferze, który kosztował 1,7 mln euro (wartość ok. 15 mln koron szwedzkich); strzelił gola w meczu z Royal Charleroi. Był wypożyczany do klubów Charlton Athletic F.C. oraz Helsingborgs IF; jako piłkarz tego klubu strzelił jednego gola w meczu z Västerås SK. W 2015 roku opuścił Helsingborgs i powrócił do Örebro SK; wziął udział w meczach z klubami GIF Sundsvall, Hammarby IF, IF Elfsborg, Gefle IF, Jönköpings Södra IF, IFK Göteborg i Östersunds FK.
13 grudnia 2016 roku Ajdarević dołączył do klubu AEK Ateny. Grał wówczas mecze z klubami Panetolikos GFS, Olympiakos SFP, AE Larisa, Apollon Larissa, Dynamo Kijów i PAS Lamia 1964.
W latach 2019–2020 grał w Djurgårdens IF. Uczestniczył wówczas w meczach z klubami Lillestrøm SK oraz GIF Sundsvall. Od 2021 roku należy do klubu Akropolis IF.

### Kariera reprezentacyjna
Należąc do szwedzkiej reprezentacji U-15 uczestniczył w meczu z reprezentacją Finlandii. Jako członek U-17 grał z reprezentacją Polski, następnie będąc w U-18 grał z reprezentacjami  Islandii oraz Macedonii. Jako reprezentant U-21 wziął udział w meczach z reprezentacjami Austrii, Norwegii, Malty, Ukrainy, Portugalii i Włoch.
W 2016 roku wziął udział w Letnich Igrzyskach Olimpijskich w Rio de Janeiro, będąc w nich kapitanem szwedzkiej reprezentacji piłki nożnej. Przed rozgrywaniem meczów odmawiał śpiewania hymnu Szwecji z powodu swojej narodowości albańskiej.
13 listopada 2017 roku odbył się w Antalyi mecz Albanii z Turcją; pomimo zamiaru reprezentowania Albanii przez siedem lub osiem lat, był to jedyny raz, gdy Ajdarević reprezentował ten kraj.

## Życie prywatne
Syn piłkarza Agima, który w 1992 roku wyjechał wraz z rodziną na wakacje do Szwecji, gdzie został z powodu wybuchu wojny domowej w rodzimej Jugosławii. Sam Astrit ma dwóch młodszych braci (Arbena i Alfreda), którzy również są piłkarzami.
Jest w związku z Mimozą Ponosheci; w marcu 2017 roku para się zaręczyła, a pobrała latem następnego roku. We wrześniu 2018 Ajdarević został ojcem bliźniąt.